# Antoine-François-Claude Ferrand
Antoine-François-Claude Ferrand, född den 4 juli 1751, död den 17 januari 1825, var en fransk greve och statsman.
Ferrand var före revolutionen parlamentsråd i Paris, tog som sådant livlig del i striden mot kungamakten samt var en av de första, som tillstyrkte riksständernas inkallande. År 1789 emigrerade han och slöt sig till prinsen av Condé. Efter Bourbonska restaurationen, för vilken han kraftigt arbetat, blef han greve, statsminister, generalpostdirektör och pär av Frankrike samt fick 1816 plats i Franska akademien. Förutom en mängd mindre, politiska skrifter författade Ferrand L'esprit de l'histoire (4 band, 1802; många upplagor), Théorie des révolutions (4 band, 1817), Histoire des trois démembrements de la Pologne (3 band, 1820) med mera. Hans Mémoires utgavs 1897 av vicomte de Broc.